# Oeschgen
Oeschgen es una comuna suiza del cantón de Argovia, situada en el distrito de Laufenburgo. Limita al norte con la comuna de Kaisten, al sur con Frick, y al oeste con Eiken.